# John Young (1807-1876)
Pour les articles homonymes, voir John Young et Young.
John Young (Bombay, Inde, 31 août 1807 – 6 octobre 1876), 2e baronnet de Bailieborough (Cavan), puis 1er baron Lisgar (1870), est un homme d'État. Il fut gouverneur de la République des Îles Ioniennes (1854-1859), puis gouverneur de Nouvelle-Galles du Sud (1861-1867), et enfin deuxième gouverneur général du Canada (1869-1872).

## Biographie
Né à Bombay, en Inde, Young siégea à la Chambre des communes comme député Tory de Cavan entre 1831 et 1855. Il épousa Adelaide Annabella Dalton, âgée de 14 ans, le 8 avril 1835. De 1841 à 1846, il participa au gouvernement de Sir Robert Peel. Il fut nommé Haut-Commissaire aux Îles Ioniennes de 1855 à 1859, puis douzième gouverneur de Nouvelle-Galles du Sud, en Australie, du 16 mai 1861 au 24 décembre 1867.
Young fut nommé administrateur du Canada à partir du moment où Lord Monck quitta ses fonctions en 1868 jusqu'à ce qu'il prête serment comme gouverneur général le 2 février 1869. Deuxième gouverneur général, John Young n'eut pas peur d'exprimer ses opinions ou de se lancer dans des polémiques. Alors que certains lui ont reproché son esprit indépendant, le premier ministre canadien, Sir John A. Macdonald, le considérait comme le meilleur administrateur que le Canada ait connu. Au cours de sa première année de mandat, éclata la rébellion de la rivière Rouge conduite par Louis Riel. Le 6 décembre 1869, des espoirs d'apaisement l'amenèrent à déclarer une amnistie pendant cet affrontement avec Riel. Puis, en 1870, un groupe rebelle d'Irlandais-Américains, appelés Fenians, attaqua le Canada dans une tentative d'obtenir l'indépendance irlandaise alors colonie de la Grande-Bretagne. Dans les deux conflits, Lord Lisgar sut être un sage médiateur qui permit de réduire une partie de l'amertume qui suivit ces affrontements. Il empêcha également l'exécution des envahisseurs Fenians capturés grâce à l'envoi d'un télégramme annonçant des représailles sévères pour ceux qui auraient appliqué une justice rapide.

## Hommages
La ville australienne de Young, située en Nouvelle-Galles du Sud, a été nommée ainsi en l'honneur de John Young.